# 双氰胺
双氰胺，别名二氰二胺或2-氰基胍，缩写DICY或DCD。是氰胺的二聚体，也是胍的氰基衍生物。化学式C2H4N4。

## 性质
白色结晶粉末。可溶于水、醇、乙二醇和二甲基甲酰胺，几乎不溶于醚和苯。不可燃。干燥时稳定。

## 制备
氰氨化钙水解所得的氰氨氢钙悬浮液，经减压过滤除去氢氧化钙滤渣，再向滤液通入二氧化碳以将钙以碳酸钙的形式沉淀出来，得到氨基氰液。使其在碱性条件下聚合，再经过滤、冷却结晶、分离、干燥，得双氰胺。
{\displaystyle {\rm {\ 2Ca(CN)_{2}+2H_{2}O\rightarrow Ca(HCN_{2})_{2}+Ca(OH)_{2}}}}
{\displaystyle {\rm {\ Ca(HCN_{2})_{2}+CO_{2}+H_{2}O\rightarrow 2NH_{2}CN+CaCO_{3}}}}
{\displaystyle {\rm {\ 2NH_{2}CN\rightarrow (NH_{2}CN)_{2}}}}

## 用途
- 双氰胺用作三聚氰胺的生产原料及医药和染料中间体。
- 医药工业中，用于制取硝酸胍和磺胺类药物等。
- 化肥工业中，將這種化肥噴灑到草地上，可以促進牧草的生長，同時牛羊吃了這種草可以減少二氧化氮的排放。[5]
- 也可用于制取胍、硫脲、硝酸纤维素稳定剂、钢铁表面硬化剂、橡胶硫化促进剂、印染固色剂、人造革填料和粘合剂等。

## 關聯食安事件

### 紐西蘭牛乳既乳製品
2013年1月25日，美国华尔街日报报道新西兰牛奶及奶制品近日被检测出含有低含量的有毒物质双氰胺。動物實驗顯示雙氰胺對身體的傷害類似三聚氰胺，但毒性低於三聚氰胺；因此台灣暫時以三聚氰胺的容許濃度為標準。
检测方法（HPLC-UV和HPLC-MS/MS法）
北京时间1月25日凌晨消息，新西兰牛奶中发现了有害物质——双氰胺。双氰胺又名二氰二胺，缩写DICY或DCD。虽然国际标准未对食品中的双氰胺限量，但高剂量的双氰胺对人体是有毒的。针对婴幼儿奶粉中基质复杂的特点，本方法加大了净化材料的用量，以获得了更好的净化效果。采用新一代的Cleanert® MAS-QuChERS-双氰胺净化管（500mg/15mL，货号：MS-SQA02）和Venusil® HILIC液相色谱柱，建立了奶粉中双氰胺的MAS-QuEChERS快速前处理方法和LC-UV以及LC-MS/MS检测方法。

### 斯里蘭卡
- 斯里蘭卡工業技術研究院近期在對該國進口乳制品進行檢測時，發現多家新西蘭奶粉中含有化學成分—雙氰胺，其中包括恒天然集團旗下安佳品牌。
- 2013年8月11日，斯里蘭卡政府宣布，在包括恒天然集團產品在內的多種新西蘭進口奶粉中檢測出了化學物質雙氰胺，隨後勒令該國新西蘭奶粉制品全部下架。